# Leon Novak (geodet)
Leo Novak, slovenski geodet in fotografski strokovnjak, * 20. december 1894, Ljubljana, † 14. februar 1959, Ljubljana.  

## Življenje in delo
Rodil se je gimnazijskemu profesorju Frančišku Novaku in mati Antoniji (rojena Jerman) v Kranju. Leta 1918 je diplomiral iz gradbeništva na Tehniški visoki šoli v Gradcu, 1931 je v Jeni opravil tečaj iz fotogrametrije. Sprva je služboval kot privatni inženir pri gradbenem podjetju Redlich & Berger na Dunaju (1918) kot traser železniške proge Logatec–Črni Vrh–Ajdovščina. Leta 1919 se je sprva zaposlil kot praktikant pri gradbeni direkciji v Ljubljani, nato pa kot profesor na državni tehniški srednji šoli v Ljubljani.
Organiziral je inštitut za geodezijo in od 1920–1949 je na Tehniški fakulteti v Ljubljani honorarno predaval geodezijo, na kulturno-geodetskem oddelku pa fotogrametrijo in fotografijo; 1949 je kot redni profesor prevzel katedro za nižjo geodezijo na FGG.
V letih 1933−1935 je bil urednik revije Fotoamater, v kateri je objavljal tudi članke. Napisal je učbenike Geodetski študij (1920); Tehnična mehanika I–II (1921); Situacijsko risanje (1924/1925); Tehnični terenski nauk(1925/1926); Kratak pregled stručno-zanatske nastave u našoj državi (1926/1927); Merstvo ali praktična geometrija (1929) Globinska ostrina in uporaba zaslonke (1932); Zeissove tovarne v Jeni (1933); Nemško-slovenska fotografska terminologija (1934), Osnove fotografske tehnike (1949); Tehnična mehanika za strojne tehnike (1950) in Praktična geodezija (1957).